# 寺山ダム
寺山ダム（てらやまダム）は、那珂川の3次支流栃木県矢板市長井を流れる宮川に建設された多目的ダムである。

## 概要
宮川の上流部は高原山の南斜面で名水百選に認定された尚仁沢湧水がある荒川の上流部とほぼ同じ領域で、水源の森百選にも選定されている高原山水源の森や森林浴の森100選に選定されている栃木県民の森があるが、宮川の流域面積は大きくなく、少雨期の宮川の流量は少なくなるなど変動が大きい。
ダムの型式はロックフィルダムで、高さは62.2m。洪水調節、不特定利水、上水道供給、灌漑を目的としており、少雨時の灌漑に威力を発揮している。管理は栃木県那珂川水系ダム管理事務所によって、深山ダム（那珂川本川）・塩原ダム（箒川）・東荒川ダム等他の那珂川水系の県営ダムと共に総合的に管理されている。